# Saint-Médard-en-Forez
Saint-Médard-en-Forez település Franciaországban, Loire megyében. Lakosainak száma 945 fő (2022. január 1.). Saint-Médard-en-Forez Aveizieux, Chambœuf, Chazelles-sur-Lyon, Chevrières és Saint-Galmier községekkel határos.

## Népesség
A település népessége az elmúlt években az alábbi módon változott:
| Lakosok száma | 409  | 582  | 708  | 837  | 1031 | 1063 | 1040 | 980  | 965  | 945  |
|               | 1968 | 1982 | 1990 | 2006 | 2013 | 2015 | 2017 | 2019 | 2020 | 2022 |